# Etikway
A etikway é uma marca e start-up, incubadora de moda e projetos sustentáveis, fundada por Lucie Gomes em 2020. É o sonho de uma franco-portuguesa que quer incutir fibra ecológica no setor da moda – um dos setores da indústria mais poluentes do mundo, responsável pelo aquecimento global. A etikway distinguiu com o seu prémio de inovação, 11 projetos que aliam a moda e a sustentabilidade A entrega dos prémios decorreu durante o desfile da marca, que teve lugar no Jardim do Príncipe Real, no passado dia 29 e contou com a apresentação da atriz Ana Varela. Cerca de 22 marcas e designers nacionais e internacionais, participaram em cinco categorias do Etikway Award em Lisboa : calçados, sportwear, prêt-à-porter, roupas infantis, roupas de casamento e festas.
A Etikway é mais do que um empreendimento comercial, Lucie Gomes provou isso ao criar uma associação sem fins lucrativos, a Fundação Etikway. Está à reabilitar e apoiar a inserção profissional de refugiados ucranianos em projetos relacionados à permaculture, upcycling e a economia circular.